# Finestra di Overton

La finestra di accettabilità di Overton.

La finestra di Overton (in inglese Overton window) è un costrutto sociologico che identifica l'insieme di idee, concetti e costumi considerati accettabili da un consesso demografico variamente ampio (una comunità, un Paese o, in astratto, un'intera cultura) in un dato momento storico.
Essa prende il nome dal sociologo statunitense Joseph P. Overton, che ne elaborò il concetto nel corso delle sue attività di analista politico.
Benché il concetto sia in sé neutro e descrittivo solo di uno stato dell'opinione pubblica in un dato periodo storico, il termine finestra di Overton è divenuto popolare in ambienti conservatori e reazionari (negazionismo, antivaccinismo, sovranismo ed altri estremismi) che lo usano impropriamente quale sinonimo di attività mediatiche e legislative tendenti, a loro dire, a rendere accettabili alla popolazione concetti come sostituzione etnica, pedofilia, vaccinazioni obbligatorie e limitazioni della libertà e altro ancora.

## Descrizione
Overton descrisse una gamma di situazioni, da "più libera" a "meno libera", alle quali sovrapporre la finestra delle "possibilità politiche" (ciò che politicamente può essere preso effettivamente in esame). Per semplicità le varie situazioni possono essere associate, per quanto riguarda l'atteggiamento dell'opinione pubblica, a una serie di aggettivi:
- inconcepibile (unthinkable);
- estrema (radical);
- accettabile (acceptable);
- ragionevole (sensible);
- diffusa (popular);
- legalizzata (policy).

A seconda di come la finestra si sposta o si allarga sullo spettro delle idee, un'idea può diventare più o meno accettabile.
Un esempio preso da un fatto storico è quello del proibizionismo degli alcolici. Negli Stati Uniti c'è stato un periodo intorno al 1930 nel quale è stata considerata "ragionevole" l'idea di vietare la vendita di alcolici e di fatto tale divieto è stato imposto per legge in alcune contee. Ma poi la finestra delle "possibilità politiche" si è spostata, e oggi la stessa idea nello stesso paese viene considerata inconcepibile o quanto meno estrema, e non più politicamente proponibile.
La finestra di Overton è un approccio per identificare le idee che definiscono lo spettro di accettabilità di politiche governative. I politici possono agire soltanto all'interno dell'intervallo dell'accettabile. Spostare la finestra implica che i sostenitori di politiche al di fuori della finestra persuadano l'opinione pubblica ad espandere la finestra; al contrario sostenitori delle politiche attuali, o simili all'interno della finestra, cercano di convincere l'opinione pubblica che politiche al di fuori della finestra dovrebbero essere considerate inaccettabili.
Secondo Joseph Lehman, collega di Overton al Mackinac Center for Public Policy, che ha coniato il termine: «il più comune malinteso è che i legislatori stessi si occupano dello spostamento della finestra di Overton». Sempre secondo Lehman, il concetto è solo la descrizione di come funzionino le idee, non l'appoggio a proposte di politiche estreme. In un'intervista al New York Times, disse: «Spiega soltanto come le idee diventano o passano di moda, nello stesso modo in cui la gravità spiega perché qualcosa cade al suolo. Posso usare la gravità per far cadere un'incudine sulla tua testa, ma questo è sbagliato. Potrei anche usare la gravità per lanciarti un salvagente, e questo sarebbe giusto». Ma data la sua incorporazione nel discorso politico, altri hanno usato il concetto di spostare la finestra per promuovere idee al di fuori di essa, con l'intenzione di rendere accettabili idee non convenzionali.